# Gymnasium Isernhagen
Das Gymnasium Isernhagen  ist ein allgemeinbildendes, staatliches Gymnasium in der Ortschaft Altwarmbüchen in der niedersächsischen Gemeinde Isernhagen in der Region Hannover.

## Beschreibung
Das Gymnasium am Helleweg 1 wird von Schülern der Klassen bzw. Jahrgänge 5 bis 13 besucht. Sie werden von 94 Pädagogen unterrichtet (2023). Die Schule wird von Wiebke Schwarzrock-Pittalis geleitet.

### Austauschprogramme
Die Schule bietet Austauschprogramme mit Schulen in Suchy Las (Polen), Guer (Frankreich), Arequipa (Peru) und Colombo sowie Mount Lavinia (Sri Lanka) an. Dazu kommt ein Projekt mit einer Sprachschule in Cádiz (Spanien).

### Fremdsprachen
Seit 2018 ist das Gymnasium Isernhagen Europaschule. Es beteiligt sich am Bundeswettbewerb Fremdsprachen, bietet bilingualen Unterricht und auch die Möglichkeit verschiedene internationale Sprachdiplome zu erwerben:
- Englisch: Test of English as a Foreign Language (TOEFL)[5]
- Französisch: Diplôme d’études en langue française (DELF)[6]
- Spanisch: Diplomas de Español como Lengua Extranjera (DELE)[7]

### Umweltschule
Seit dem September 2022 ist das Gymnasium Isernhagen als Umweltschule in Europa zertifiziert.

## Ehemalige Schüler
Bekannte ehemalige Schüler des Gymnasiums Isernhagen waren
- Yasmin Fahimi (* 1967), Politikerin (Abitur 1987)[9]
- Alexander Heisterkamp (* 1972), Physiker (Abitur 1992)[10]
- Yara Blümel (* 1974), Schauspielerin (Abitur 1994)
- Helmut Aust (* 1980), Rechtswissenschaftler (Abitur 1999)[11]